# Hans Beerekamp
Hans Beerekamp (Amsterdam, 5 november 1952) is een Nederlandse journalist bij NRC Handelsblad, waaronder vele jaren met een dagelijkse column over televisie.

## Levensloop
In 1976 deed Beerekamp mee als kandidaat aan de filmquiz Voor een briefkaart op de eerste rang. Hij bleek bijna onverslaanbaar en won drie rondes (het maximum) van het tv-programma. Wegens zijn gedetailleerde filmkennis werd hij gevraagd om over film te schrijven voor de krant De Waarheid. Beerekamp was op dat moment assistent van onderwijsvernieuwer Co van Calcar bij het Research Instituut voor de Toegepaste Psychologie (RITP).
Na het vertrek van filmjournalist Ab van Ieperen in 1977 bij NRC Handelsblad volgde Beerekamp hem op. Hij brak daarvoor zijn doctoraalstudie psychologie af en ging voltijds over film schrijven. In 1982 was Beerekamp met collega's Peter van Bueren en Pieter van Lierop de drijvende kracht achter de heroprichting van de Kring van Nederlandse Filmjournalisten (KNF). De organisatie deelt onder meer jaarlijkse een persprijs uit op het Nederlands Filmfestival NFF en het International Filmfestival Rotterdam IFFR.
Ook is Beerekamp sedert 1981 hoofdredacteur van het (Nederlands) Filmjaarboek, een naslagwerk over alle films die in het voorafgaande jaar in Nederland in de bioscoop uitgebracht zijn. Voor de Filmkrant en later het filmtijdschrift Skrien schrijft Beerekamp The Big Sleep, een rubriek over recent overleden filmpersoonlijkheden. In het Filmmuseum, het latere Eye, vertoonde hij filmfragmenten van de recent overleden betrokkenen bij film in zijn programma "Het Schimmenrijk". Sedert 2014 is dit programma in de Amsterdamse bioscoop Het Ketelhuis te zien.
Hans Beerekamp werd in 2004 tv-criticus van het NRC Handelsblad. In deze hoedanigheid was hij af en toe te zien bij De Wereld Draait Door, vaak met Volkskrant-collega Jean-Pierre Geelen. In zijn dagelijkse column Zap besprak hij de Nederlandse televisie, waar hij voor zijn rubriek 13-14 uur per dag naar keek. Op 7 juli 2017 verscheen de laatste Zap. Hij stopte met de rubriek om gezondheidsredenen.
In 2006 deed Beerekamp mee aan het eerste seizoen van De Slimste Mens. Hij haalde de finale maar verloor in de eindronde van Jeroen Kijk in de Vegte.

## #Twitquiz en #BlueSkyQuiz
Sinds 2013 houdt hij dagelijks een Twitquiz op Twitter. Deze quiz is twee keer gewonnen door schrijver Pieter Steinz (in 2014 en 2015), zeven keer door redacteur Vincent Schmitz (in 2016, 2017, 2018, 2019, 2020, 2023 en 2024) en twee keer door Rutger Kiezebrink (2021 en 2022). Van 1 tot 21 januari 2024 was de dagelijkse quiz op Twitter onderbroken en gemigreerd naar BlueSkyQuiz op het platform Bluesky.

## Jurylid
Sedert 2016 is Beerekamp voorzitter van de stichting Nipkow, die jaarlijks de Zilveren Nipkowschijf toekent, een prijs voor het beste tv-programma van het jaar volgens tv-critici, en de Zilveren Reissmicrofoon, een prijs voor het beste radioprogramma; hij is ook voorzitter van de jury die de Nipkowschijf toekent.

## Lijst met onderscheidingen en prijzen
- 2000 – Pierre Bayle-prijs;
- 2004 – Ridder in de Orde van Kunsten en Letteren voor zijn verdienste voor de Franse cinema;
- 2008 – Erasmus EuroMedia Sponsorship Award voor zijn weblog "Expeditie Europa", over zijn reis samen met visueel antropoloog Janine Prins door 19 landen in Europa.

## Publicaties
- 1981 – heden – "Filmjaarboek" (redactie);
- 1986 – "Occupation collaboration and resistance in Dutch film" (redactie en bijdragen);
- 1991 – "De kippen van vader Abraham";
- 1997 – "Grote verhalen: Jan Vrijman in gesprek met Hans Beerekamp";
- 2003 – "De kunst van het kiezen";
- 2011 – "Docupedia.NL. Zekere tendensen in de Nederlandse documentaire".